# Paseos del Roble
Paseos del Roble är en ort i Mexiko.   Den ligger i kommunen General Zuazua och delstaten Nuevo León, i den centrala delen av landet, 700 km norr om huvudstaden Mexico City. Paseos del Roble ligger 415 meter över havet och antalet invånare är 837.
Terrängen runt Paseos del Roble är platt, och sluttar österut. Runt Paseos del Roble är det mycket tätbefolkat, med 1 361 invånare per kvadratkilometer. Närmaste större samhälle är Ciudad Apodaca, 16,7 km söder om Paseos del Roble. Trakten runt Paseos del Roble består i huvudsak av gräsmarker.